# Дорога для автомобілів

Дорожній знак 5.3 (початок дороги для автомобілів)

Дорожній знак 5.4 (кінець дороги для автомобілів)

Дорога для автомобілів — автомобільна дорога, подібна за характеристиками до автомагістралі, але яка може мати лише по одній смузі руху в кожен бік, і не мати розділювального бар'єру. Як правило, максимальна дозволена швидкість руху на дорогах для автомобілів нижча, ніж на магістралях.
В Україні початок і кінець дороги для автомобілів позначаються дорожніми знаками 5.3 та 5.4.